# Béisbol en los Juegos Suramericanos
El béisbol es uno de los deportes disputados en los Juegos Suramericanos. es organizado por la ODESUR y la Federación Internacional de Béisbol.
El torneo masculino se realizó por primera vez en los Juegos Suramericanos de 1982.
El torneo volvió después de ausentarse 3 ediciones seguidas, en los Juegos Suramericanos de 2010 en Medellín organizado por ODESUR, Venezuela obtuvo el oro ante el anfitrión Colombia en el juego final 10-8, Argentina fue bronce ante Antillas Neerlandesas con marcador 8-6.

## Torneo masculino
| Año          | Sede                |                       | Medalla de oro | Medalla de plata |  | Medalla de bronce |
| 1982 Detalle | Rosario, Argentina  | Brasil                |                |                  |  |                   |
| 1990 Detalle | Lima, Perú          | Brasil                |                |                  |  |                   |
| 1994 Detalle | Valencia, Venezuela | Antillas Neerlandesas |                |                  |  |                   |
| 2010 Detalle | Medellín, Colombia  | Venezuela             | Colombia       | Argentina        |  |                   |

### Medallero histórico
Los equipos aparecen de acuerdo a los criterios del Comité Olímpico Internacional y no con respecto a la IBAF.
| #     | País                  |   |   |   | Total |
| ----- | --------------------- | - | - | - | ----- |
| 1     | Brasil                | 2 | 0 | 0 | 2     |
| 2     | Antillas Neerlandesas | 1 | 0 | 0 | 1     |
| 3     | Venezuela             | 1 | 0 | 0 | 1     |
| 4     | Colombia              | 0 | 1 | 0 | 1     |
| 5     | Argentina             | 0 | 0 | 1 | 1     |
| Total | Total                 | 4 | 1 | 1 | 6     |